# 松岡製菓
株式会社松岡製菓（まつおかせいか）は、大阪府大阪市住之江区に本社を置く、米菓を製造する製菓会社である。1958年（昭和33年）創業。

## 会社概要
うさぎのイラストをあしらったソフトタイプの醤油せんべい「満月ポン」の製造元としてその名を知られる。
「満月ポン」はこれまで関西を中心に西日本（東海（愛知県・岐阜県・三重県）・北陸（福井県・石川県・富山県）以西）での販売率が多かったため、東日本（関東・甲信越・静岡県以東）での知名度は今ひとつではあるものの、近年ではザ・ダイソーなどの100円ショップで取り扱われるようになってきている。
元々は駄菓子屋がひしめく、大阪の下町で誕生した製菓会社であり、その精神は今日に至るまで一貫しており、こんにちまで「満月ポン」のみを脈々と生産し続けている。また、袋には「製造者 松岡力王丸」の名前が長年記載されている。